# Copa Santa Catarina de 2012
A Copa Santa Catarina de 2012 foi a 14ª edição do segundo principal torneio de futebol de Santa Catarina. Quatro clubes do estado participaram disputando o título da competição.
O campeão, recebe o direito de participar da Copa do Brasil de 2013 e da Série D do Campeonato Brasileiro de 2013. Se este já estiver classificado às séries A, B ou C, o vice-campeão assumirá. Se este também estiver, a vaga será repassada para o 3º colocado (o que somou mais pontos na soma de todo o campeonato, além do campeão e vice) e assim por diante.
O campeão da competição foi o Joinville que, neste ano, conquistou o seu tricampeonato na história. No primeiro jogo da final o Joinville empatou com o Marcílio Dias em 0 a 0 e venceu o segundo jogo por 3 a 1.

## Equipes Participantes
| Equipe        | Município | Estádio                            | Títulos |
| ------------- | --------- | ---------------------------------- | ------- |
| Camboriú      | Camboriú  | Robertão                           | ---     |
| Joinville     | Joinville | Arena Joinville                    | 3       |
| Marcílio Dias | Itajaí    | Hercílio Luz                       | 1       |
| Metropolitano | Blumenau  | Complexo Esportivo Bernardo Werner | ---     |

## Regulamento
A competição foi disputada em 2 fases, 1ª Fase (Inicial) e 2ª Fase (Finais). Nas 2 fases, todas as equipes iniciaram sempre a disputa com zero ponto ganho.
1ª Fase (Inicial)
Nesta fase as equipes jogaram todas entre si, em Turno e Returno, com contagem corrida de pontos ganhos, classificando-se para a disputa da 2ª Fase as duas primeiras colocadas.
2ª Fase (Finais)
Esta fase foi disputada pelas equipes que obtiveram as primeira e segunda colocações na 1ª Fase.
Foi considerada vencedora da disputa a equipe que, após o jogo de volta (segunda partida), obteve o maior número de pontos ganhos. Se, após o jogo de volta, as equipes terminassem empatadas em número de pontos ganhos, independente do saldo de gols e de outros índices técnicos, haveria uma prorrogação de 30 minutos, em dois tempos de 15, para se conhecer a vencedora da disputa. Caso, a prorrogação a que se refere terminasse empatada, seria considerada vencedora da disputa a equipe mandante do jogo de volta (segunda partida). Foi mandante do jogo de volta a equipe que obteve a primeira colocação na 1ª Fase.
A equipe que fosse a vencedora da 2ª Fase (Finais), seria considerada a Campeã da Copa Santa Catarina de 2012.
Critérios de Desempate
- Maior número de vitórias;
- Maior saldo de gols;
- Maior número de gols pró;
- Confronto direto, somente no caso de empate entre duas equipes;
- Menor número de cartões vermelhos recebidos;
- Menor número de cartões amarelos recebidos;
- Sorteio público.[1]

## Classificação
| 1 | Joinville     | 11 | 6 | 3 | 2 | 1 | 14 | 5  | +9  |
| 2 | Marcílio Dias | 10 | 6 | 3 | 1 | 2 | 6  | 11 | -5  |
| 3 | Metropolitano | 9  | 6 | 2 | 3 | 1 | 11 | 5  | +6  |
| 4 | Camboriú      | 3  | 6 | 1 | 0 | 5 | 3  | 13 | -10 |
| PG - pontos ganhos; J - jogos; V - vitórias; E - empates; D - derrotas; GP - gols pró; GC - gols contra; SG - saldo de gols |               |    |   |   |   |   |    |    |     |

|  |                             |
|  | Classificados à fase Final. |

## Confrontos
Para ler a tabela, a linha horizontal representa os jogos da equipe como mandante. A coluna vertical indica os jogos da equipe como visitante.
Jogos do Turno estão em vermelho e os jogos do Returno estão em azul.
|               | CAM | JOI | MAR | MET |
| ------------- | --- | --- | --- | --- |
| Camboriú      | —   | 1-3 | 0-2 | 2-1 |
| Joinville     | 3-0 | —   | 5-0 | 0-0 |
| Marcílio Dias | 1-0 | 2-1 | —   | 1-1 |
| Metropolitano | 3-0 | 2-2 | 4-0 | —   |

| Vitória do mandante; | Vitória do visitante; | Empate. |

## Final
| Campeão   | Vice-Campeão  | Jogo 1 | Jogo 2 |
| --------- | ------------- | ------ | ------ |
| Joinville | Marcílio Dias | 0-0    | 3-1    |

## Artilharia
Atualizado em 1 de novembro às 13:39 UTC-3.
| Gols         | Jogador           | Time          |
| ------------ | ----------------- | ------------- |
| 5            |                   |               |
| Rafael Costa | Metropolitano     |               |
| 3            |                   |               |
| Bruno Rangel | Metropolitano     |               |
| Lima         | Joinville         |               |
| 2            | Maurício          | Joinville     |
| 2            | Rafael Bitencourt | Marcílio Dias |
| 2            | Sharlei           | Marcílio Dias |

## Campeão Geral
| Campeão da Copa Santa Catarina 2012 |
| ----------------------------------- |
|                                     |
| JOINVILLE (3º título)               |